# 231 T Nord 3.702
La  231 T Nord 3.702 est une locomotive de la série 230 T Nord 3.701 à 3.715 du syndicat des Ceintures, transformée en 231 T par ajout d'un essieu porteur arrière et d'une soute à charbon agrandie,. Portant à l'origine le numéro 52, en 1934, elle devient 3.702 à la Compagnie du Nord et 231 TA 1 à la SNCF le 1er janvier 1938.